# Instinkt (časopis)
Instinkt je český společenský měsíčník, který vychází od roku 2002, s přestávkou let 2019–2021. 
V letech 2002–2011 jej vydával Sebastian Pawlowski a od roku 2011 patří pod vydavatelství Empresa Media. V roce 2014 činil průměrný prodej jednoho čísla 31 tisíc výtisků.
V říjnu 2019 vyšlo po 17 letech poslední číslo časopisu. Empresa Media ale na konci ledna 2021 rozhodla, že od února vydávání časopisu Instinkt obnoví. Toto rozhodnutí odůvodnila tak, že za celou dobu, kdy Instinkt vydáván nebyl, se ani nikdo nesnažil díru na trhu vyplnit.[zdroj?]